# Ealing (wijk)
Ealing is de centrale wijk van het Londense bestuurlijke gebied London Borough of Ealing, in het westen van de regio Groot-Londen. In Ealing bevindt zich het film- en televisieproductiebedrijf Ealing Studios.
Het centrale trein- en metrostation van Ealing is Station Ealing Broadway. Verder zijn er drie andere metrostations: North Ealing, South Ealing en Ealing Common. 18 buslijnen verzorgen het lokale openbaar vervoer.
Ealing wordt in de toekomstvisie London Plan (2004/2015) aangemerkt als een van de 19 metropolitan centres van Groot-Londen met een verzorgingsgebied groter dan de eigen borough.

## Geboren in Ealing
- Thomas Huxley (1825-1895), bioloog
- Charlotte Cooper (1870-1966), tennisster
- John McVie (1945) muzikant

## Galerij

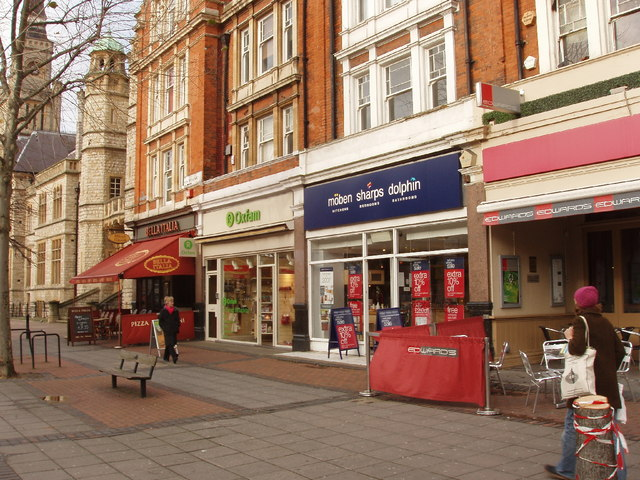
New Broadway
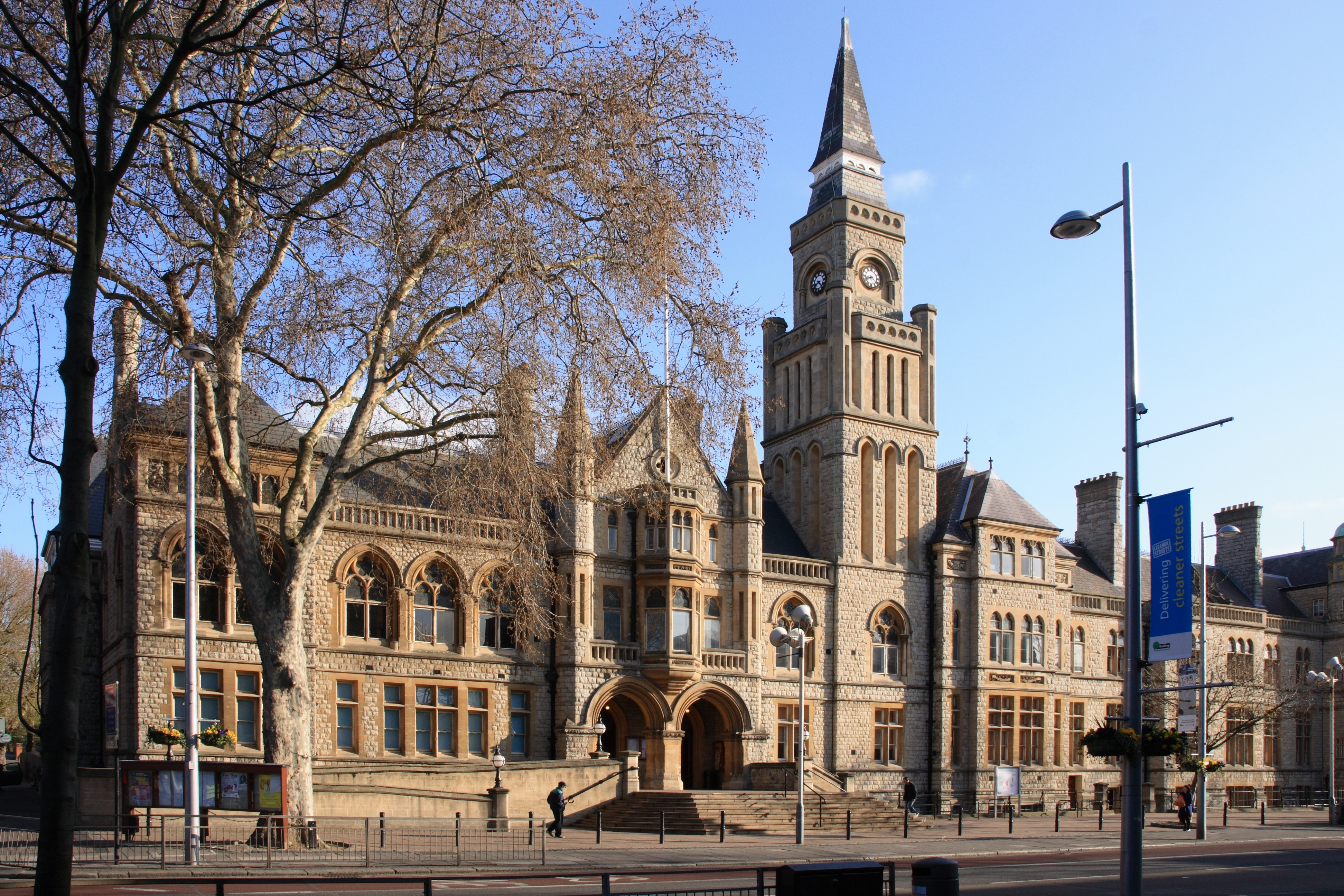
Ealing Town Hall
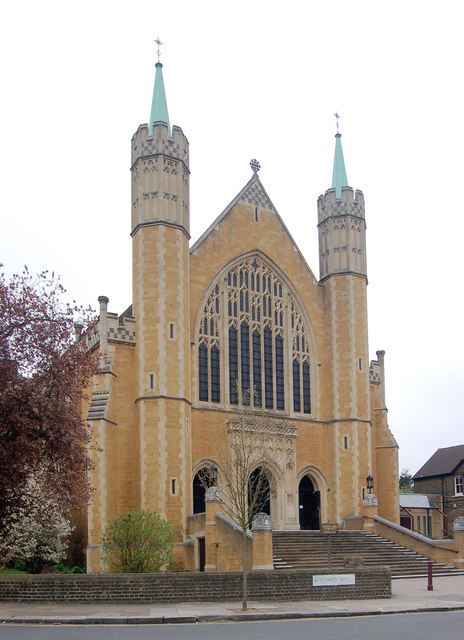
Ealing Abbey